# Dave Bolen
Pour les articles homonymes, voir Bolen.
David Benjamin "Dave" Bolen, né le 23 décembre 1923 à Heflin (Louisiane) et mort le 10 décembre 2022 à Scottsdale (États-Unis), est un athlète, diplomate et homme d'affaires américain.

## Biographie
Dave Bolen participe aux Jeux olympiques d'été de 1948 à Londres. Dans l'épreuve du 400 mètres, il se classe quatrième de la finale derrière Arthur Wint, Herb McKenley et Mal Whitfield.
Dave Bolen est diplômé de l'Université du Colorado à Boulder en 1950 et a été le premier athlète de l'université à participer aux Jeux olympiques. Avant de servir pendant deux ans dans l'armée de l'air pendant la Seconde Guerre mondiale , il a fréquenté l'Université du Sud à la Nouvelle-Orléans où il a été recruté par l'entraîneur d'athlétisme de CU Boulder, Frank Potts.
Plus tard, la carrière de Bolen l'a conduit au Département d'État américain. En 1974, le président Richard Nixon l'a nommé simultanément ambassadeur au Swaziland, au Lesotho et au Botswana. En 1977, Dave Bolen est nommé ambassadeur des États-Unis en République démocratique allemande par le président Jimmy Carter, devenant le premier afro-américain à servir d'ambassadeur dans une nation du rideau de fer. Son mandat s'achève en 1980.